# Едгарас Чеснаускіс
Едгарас Чеснаускіс (лит. Edgaras Česnauskis, нар. 5 лютого 1984, Куршенай) — литовський футболіст, нападник. Гравець національної збірної Литви. Має старшого брата Дейвідаса, який також є футболістом.

## Клубна кар'єра
У дорослому футболі дебютував 2000 року виступами за «Екранас», в якому провів три сезони, взявши участь у 80 матчах чемпіонату.
Своєю грою за команду привернув увагу представників тренерського штабу клубу «Динамо» (Київ), до складу якого приєднався 2003 року. Виступав за київських «динамівців» наступні три сезони своєї ігрової кар'єри, проте в складі основної команди виходив дуже рідко. За цей час виборов титул чемпіона України та став володарем Суперкубка України.
Приїхав до Росії 2006 року, коли перейшов у «Сатурн» (Раменське). Запрошували півзахисника в надії замінити Петра Бистрова, що поїхав до ФК «Москва». За перший же сезон, проведений в Раменському, Чеснаускіс став основним гравцем команди, на якому будувалася гра «Сатурна». Проте в травні 2008 року провівши всього п'ять матчів за «Сатурн» у сезоні, Чеснаускіс був несподівано виставлений на трансфер і придбаний «Москвою».
У «Москві» Чеснаускіс залишився основним гравцем, забивши за сезон чотири голи в 25 матчах. Завдяки вдалій грі отримав запрошення до московського «Динамо», де раніше грав його брат Дейвідас. У стані біло-блакитних отримав місце в «основі», проте ближче до кінця сезону через травми став рідше виходити на поле, тому 2011 року взимку перейшов до «Ростова», де повернув собі місце на полі. Відіграв за цей клуб 49 матчи в національному чемпіонаті. 2015 року отримав статус вільного агента.

## Виступи за збірну
2003 року дебютував в офіційних матчах у складі національної збірної Литви. Наразі провів у формі головної команди країни 44 матчі, забивши 5 голів.

## Титули і досягнення
- Володар Кубка Литви (1):

«Екранас»: 2000
- Чемпіон України (1):

«Динамо» (Київ): 2003-04
- Володар Суперкубка України (1):

«Динамо» (Київ): 2004
- Володар Кубка України (1):

«Динамо» (Київ): 2004-05